# Doomsday for the Deceiver
Doomsday for the Deceiver es el primer álbum de estudio de la banda norteamericana de Thrash metal Flotsam and Jetsam. Es el único álbum que presenta a Jason Newsted en el bajo antes de que formara parte de Metallica. Las letras fueron escritas por Jason Newsted.

## Canciones
1. "Hammerhead" – 6:15
2. "Iron Tears" – 3:52
3. "Desecrator" – 3:49
4. "Fade to Black" – 2:05
5. "Doomsday for the Deceiver" – 9:12
6. "Metal Shock" – 8:17
7. "She Took an Axe" – 5:15
8. "U.L.S.W." – 4:22
9. "Der Führer" – 5:46
10. "Flotzilla" – 6:07

## Créditos
- Eric A.K.: Voz
- Edward Carlson: Guitarra, Coros
- Jason Newsted: Bajo, Coros
- Michael Gilbert: Guitarras, Coros
- Kelly David-Smith: Batería, Coros
- Brian Slagel y Flotsam And Jetsam: Producción
- Bill Metoyer: Ingeniería

- Datos: Q1242515